# Draco dussumieri
Draco dussumieri är en ödleart som beskrevs av  Duméril och BIBRON 1837. Draco dussumieri ingår i släktet flygdrakar, och familjen agamer. Inga underarter finns listade i Catalogue of Life.